# Santísima Trinidad (Asunción)
Santísima Trinidad (Quinta Ybyray) es un barrio de la ciudad de Asunción, capital de la República del Paraguay.

## Geografía
Está situado en la ciudad de Asunción, capital del Paraguay, en el Departamento Central de la Región Oriental.

## Clima
Posee un clima subtropical, la temperatura media es de 28 °C en el verano y 17 °C en el invierno. Tiene vientos predominantes del norte y sur. El promedio anual de precipitaciones es de 1700 mm.

## Límites
- Al norte: Barrio San Rafael.
- Al sur: Barrio Mburucuyá.
- Al oeste: Barrio Virgen de la Asunción.
- Al este: Barrio Botánico.
- Está limitado por lo que son las avenidas Artigas, Primer Presidente, Itapúa y Doctor Molas.

## Superficie
La superficie total del barrio es de 0,91 km². En la zona existe un gran porcentaje de terrenos baldíos en estado de abandono, sin murallas.
La superficie restante es utilizada fundamentalmente como vivienda.

## Historia
Los orígenes del barrio se remontan a la época del gobernador del Doctor Gaspar Rodríguez de Francia. Éste poseía una quinta que abarcaba lo que hoy constituyen los barrios Botánico, Santísima Trinidad, Mburucuyá y Cañada del Ybyray.
Este terreno, con el correr del tiempo, fue fraccionándose, dando origen a las actuales urbanizaciones.
La residencia del citado mandatario era la actual Casa Baja del Museo del Jardín Botánico.
La Casa Alta, hoy Museo Indigenista, era propiedad del mariscal Francisco Solano López y la habitaba Madame Lynch, quien organizó esas tierras al estilo europeo.
Entre 1820 y 1850, vive y fallece aquí, José Gervasio Artigas, prócer y héroe nacional del Uruguay. Político y militar federalista de la Revolución por la Independencia del Virreinato del Río de la Plata. Fuertemente enfrentado a los unitarios argentinos, creador de la Liga Federal, Artigas se ve forzado al exilio en Paraguay donde fue recibido y reconocido por la población guaraní como Karaí-Guazú (Gran Señor).
En agosto de 2004 se desató una gran tragedia del Paraguay ocurrida en tiempos de paz en este barrio con el incendio del supermercado Ycuá Bolaños, en el que perdieron la vida alrededor de 400 personas.

## Deportes
Existen dos destacados clubes de fútbol, Rubio Ñu y Sportivo Trinidense, disputando entre ambos el Clásico de Santísima Trinidad, en la primera división.

## Arte y Cultura
Los López, teniendo como líder a Carlos Antonio López, contrataron a profesionales europeos para erigir grandes obras, con modelos arquitectónicos, con fuerza de perfil de época de Asunción, como lo fue el templo parroquial de Santísima Trinidad y la residencia de los López en un sector del Jardín Botánico.

## Medios de Comunicación
Las principales vías de comunicación son Avda. Artigas, Avda. Santísimo Sacramento, Santísima Trinidad, Primer Presidente, Molas López y la calle Itapúa.
Operan cuatro canales de televisión abiertos y varias empresas que emiten señales por cable.
Se conectan con veinte emisoras de radio que transmiten en frecuencias AM y FM.
Cuenta con los servicios telefónicos de Copaco y los de telefonía Celular, además cuenta con otros varios medios de comunicación y a todos los lugares llegan los diarios capitalinos.

## Transportes
En cuanto al transporte público, Santísima Trinidad cuenta con servicio de ómnibus sobre todo en las avenidas Santísima Trinidad, Santísimo Sacramento y Artigas. 
Las líneas existentes son el 1, 2, 3, 5, 6, 9, 13, 18, 23, 24, 32, 35, 36, 37, 34, 44, 47, 48, 55, 85, 232 y el interno, que interconectan el barrio con Sajonia, Obrero, Pettirossi, San Vicente, Terminal, Villa Aurelia y con las ciudades de Lambaré, San Lorenzo, Mariano Roque Alonso, Limpio, Benjamín Acebal y Villa Hayes.
Atraviesa el sector el ferrocarril Carlos Antonio López, que une Asunción con Encarnación.

## Población
El barrio cuenta con 4500 habitantes aproximadamente.
El 46% de las personas que viven en Santísima Trinidad son varones y el 54% son mujeres.
Existen 920 viviendas particulares ocupadas aproximadamente:
- Viviendas que cuentan con agua corriente corresponde al 95%.
- Viviendas que cuentan con desagüe cloacal corresponde al 48%.
- Viviendas que cuentan con energía eléctrica corresponde al 100%.
- Viviendas que cuentan con el servicio de recolección de basuras corresponde al 70%.

Los pobladores son en su mayoría de nivel medio. Existe un porcentaje considerable de profesionales universitarios, empleados públicos y docentes, además de comerciantes.

## Instituciones, locales y organizaciones existentes

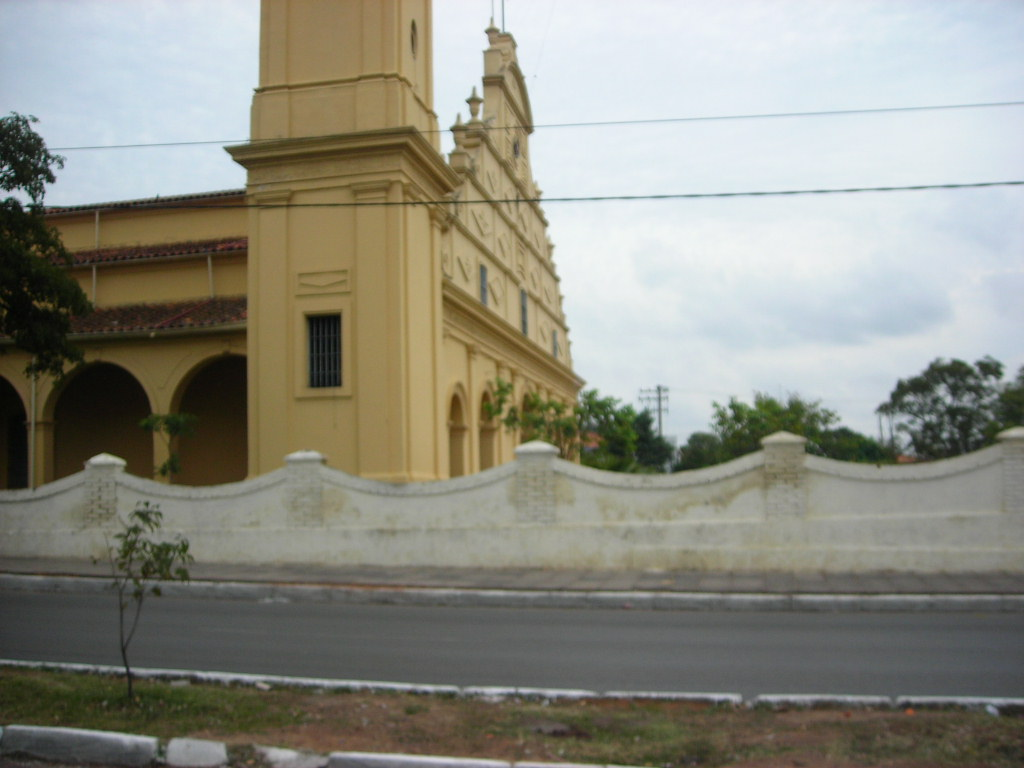
Templo parroquial de Santísima Trinidad.

- Templo parroquial de Santísima Trinidad: construido en época de don Carlos Antonio López y tiene organizadas 56 comunidades católicas distribuidas dentro del distrito de Trinidad. (Católica).
- Primer ferrocarril del Paraguay: denominado hasta hoy Carlos Antonio López, uniendo desde sus orígenes Asunción con el entonces pueblo de Trinidad (gubernamental).
- Actual Cine Teatro Cañisá y sus alrededores constituían el centro de Trinidad (donde estaba ubicada la parada del Ferrocarril) y el sitio de encuentro de los trinidenses. (Social).
- Mercado Municipal: en las cercanías del cine. (Municipal).
- Escuela Graduada N.º 19 República Oriental de Uruguay: además de impartir clases, funcionó como Banco de Sangre durante la Guerra del Chaco, de nivel primario. (Educativa pública).
- Colegio Nacional Cerro Corá de nivel medio. (Educativa pública).
- Colegio Nacional E.M.D. Santísima Trinidad. (Educación pública).
- Colegio Técnico Javier, abarca todos los niveles. (Educativa privada).
- Centro de Salud N.º 4: ubicado en el barrio Mburukuyá. (Sanitaria).

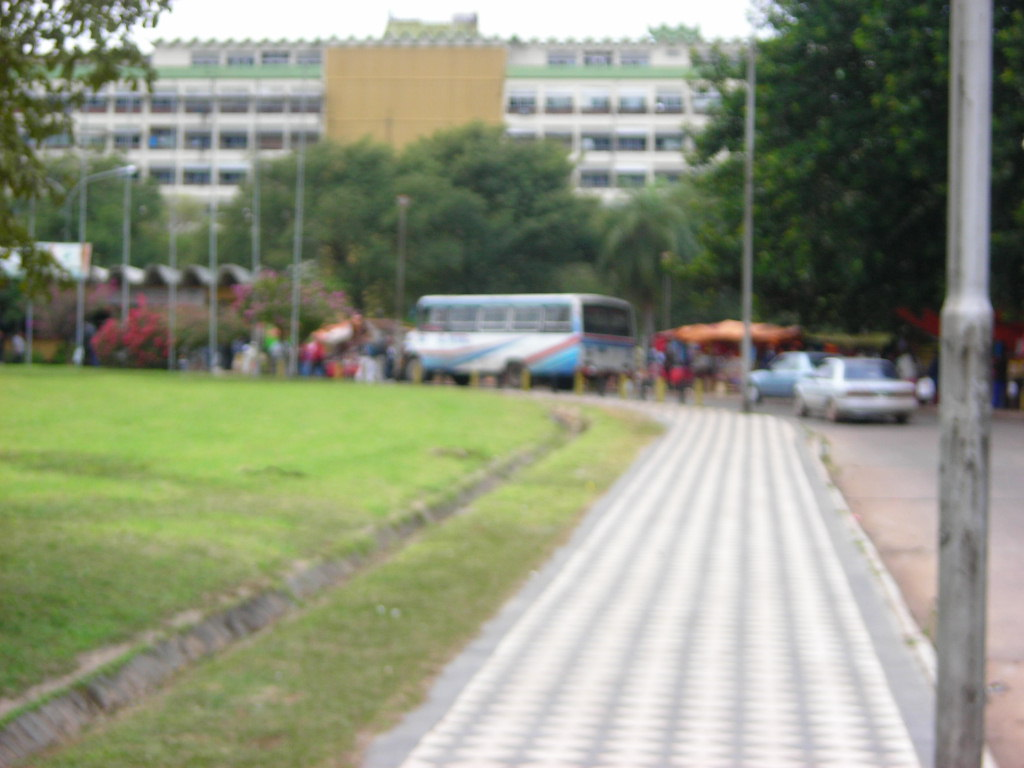
Instituto de Previsión Social.

- Instituto de Previsión Social. (Sanitaria).
- Otros puestos de salud con los que cuenta el territorio comunal, como sanatorios privados. (Sanitaria).
- Clínica Parroquial de Santísima Trinidad. (Sanitaria).
- Centro Cultural Recreativo Trinidense: cuyos objetivos son crear espacios de expresión y participación de jóvenes dentro de la comunidad e incrementar el crecimiento educativo a través del arte y manifestaciones culturales. (Social).
- Asociación de educadores de Santísima Trinidad: tiene como objetivo defender al educador trinidense, proponer y realizar trabajos de concientización en las bases. (Social).
- Coordinadora de los Sin Tierra: tiene como objetivo principal la legalización de los terrenos ocupados por personas nucleadas en organizaciones. (Social).
- Comisaría N.º 12. (Policial).
- Plaza de los Héroes. (Municipal).
- Centro Municipal N.º 2 Oñondivepá. (Municipal).
- Club Rubio Ñu. (Deportivo).
- Club Sportivo Trinidense. (Deportivo).
- Comisiones vecinales. (Social).
- Facultad de Derecho y Ciencias Sociales. (U.N.A.).

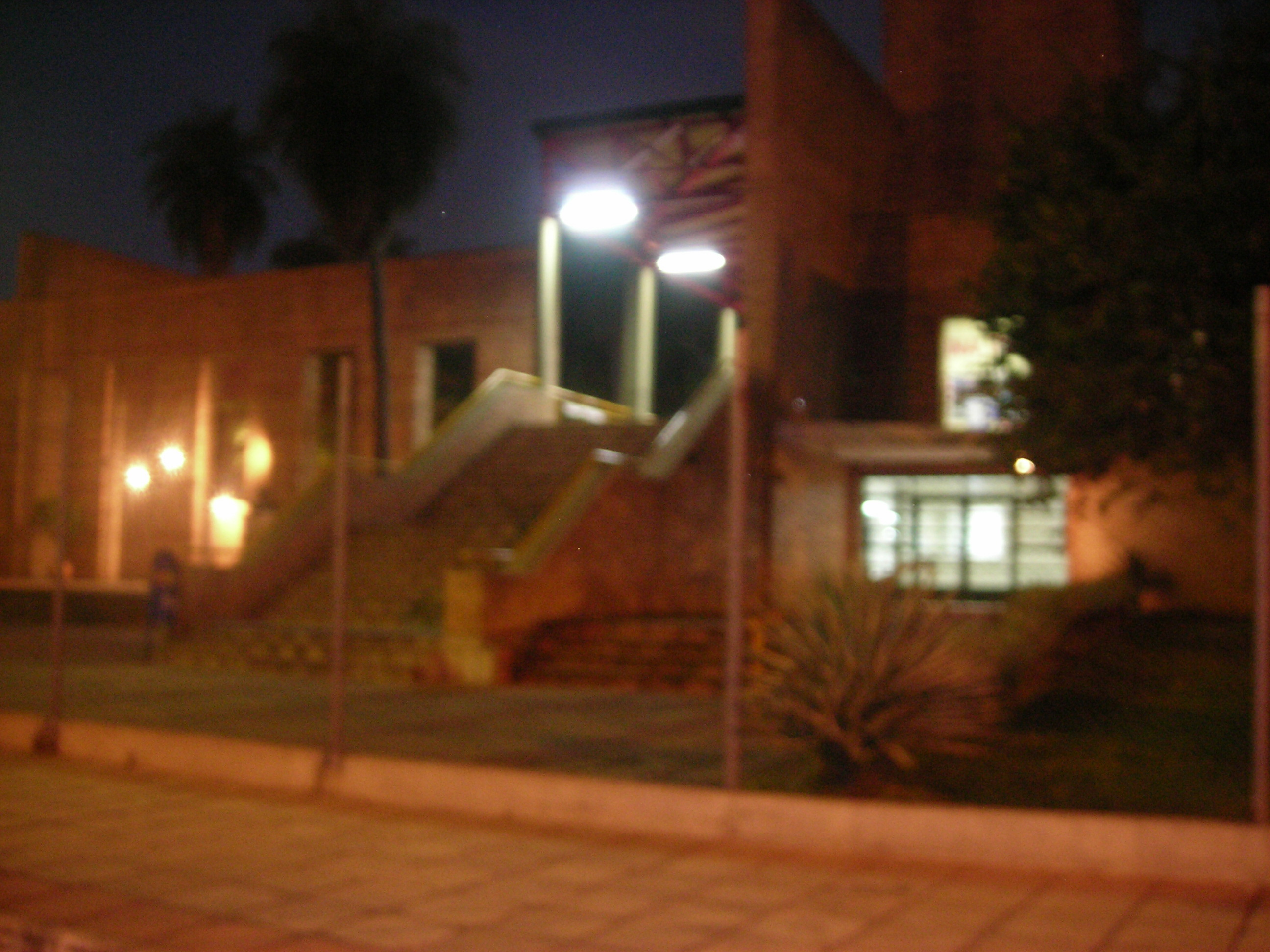
Facultad de Derecho y Ciencias Sociales.

- Radio Viva 90.1 FM: emisora cooperativa y ciudadana de servicio público.

## Existen 7 comisiones vecinales
- Jerovia
- San Pascual
- Pytyvora
- Bogotá
- Yrendá
- Vecinos del Sector San José
- Comisión Vecinal Santísima Trinidad

### Objetivos de las comisiones vecinales
Los objetivos principales de estas organizaciones son dar respuestas a los principales problemas del barrio como la nomenclatura de calles y numeración de casas, la habilitación de espacios recreativos y el mejoramiento del barrio en general, la canalización del arroyo, la construcción de empedrados, puentes y muros, la conexión del sistema de desagüe cloacal, y la promoción de actividades culturales, sociales y educativas.